# 陈重华 (1891年)
陈重华（1891年—1982年），河南省淅川县上集镇人，宛西自治的主要首领之一。曾历任淅川县民团总指挥、少将司令、中华民国国民大会代表、豫陕鄂“剿匪”总司令。陈重华在抗日战争后期及国府剿共期间，领导宛西地方力量与敌方多次鏖战，第二次国共内战以国府的失败告终，陈重华于1949年随国民政府撤退到台湾。1982年逝世。